# Gorgany

Gorgany – C4

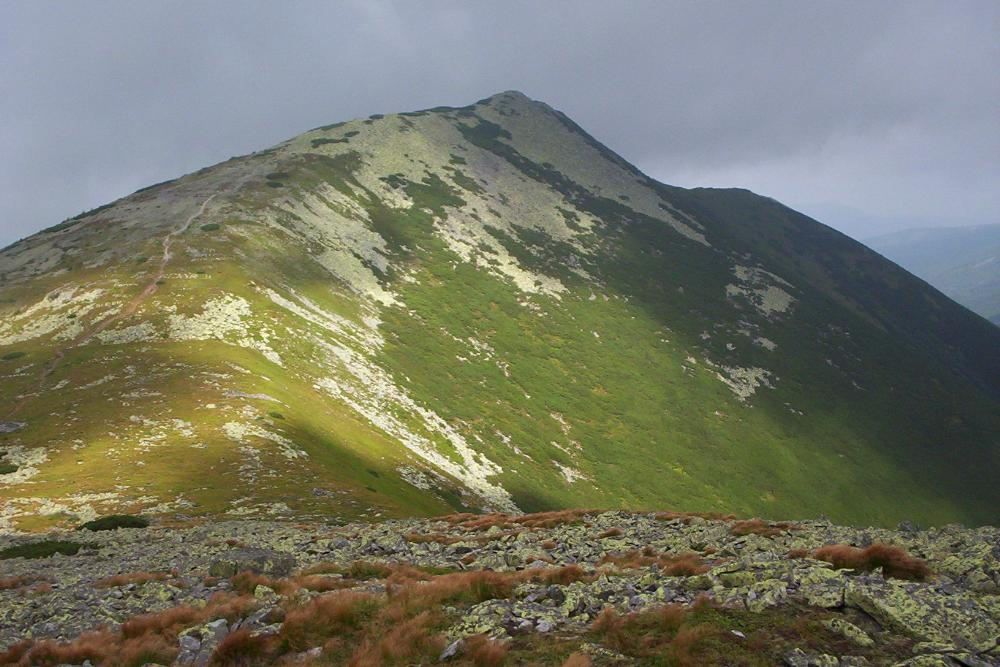
Sywula

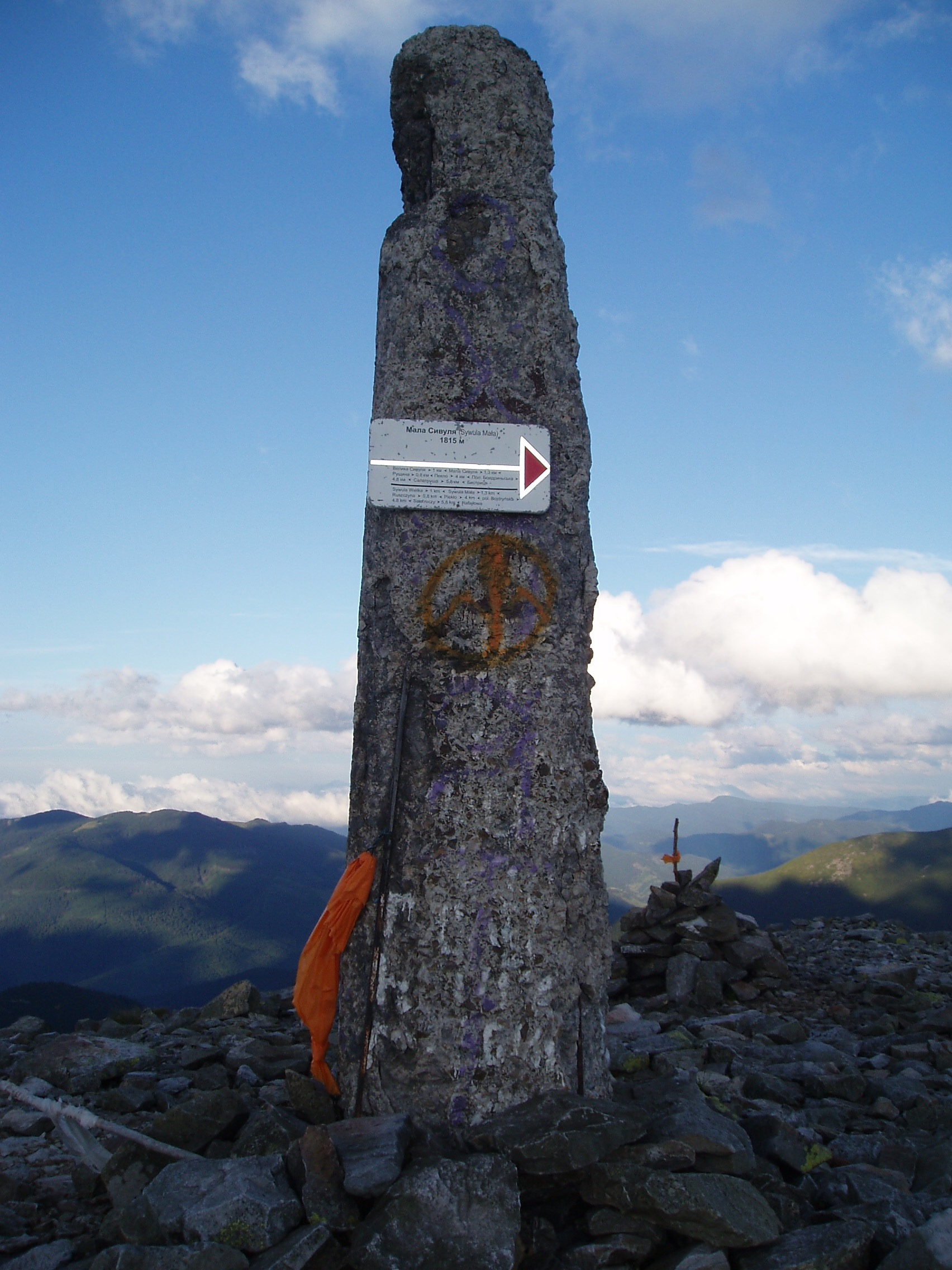
Drogowskaz na Sywuli

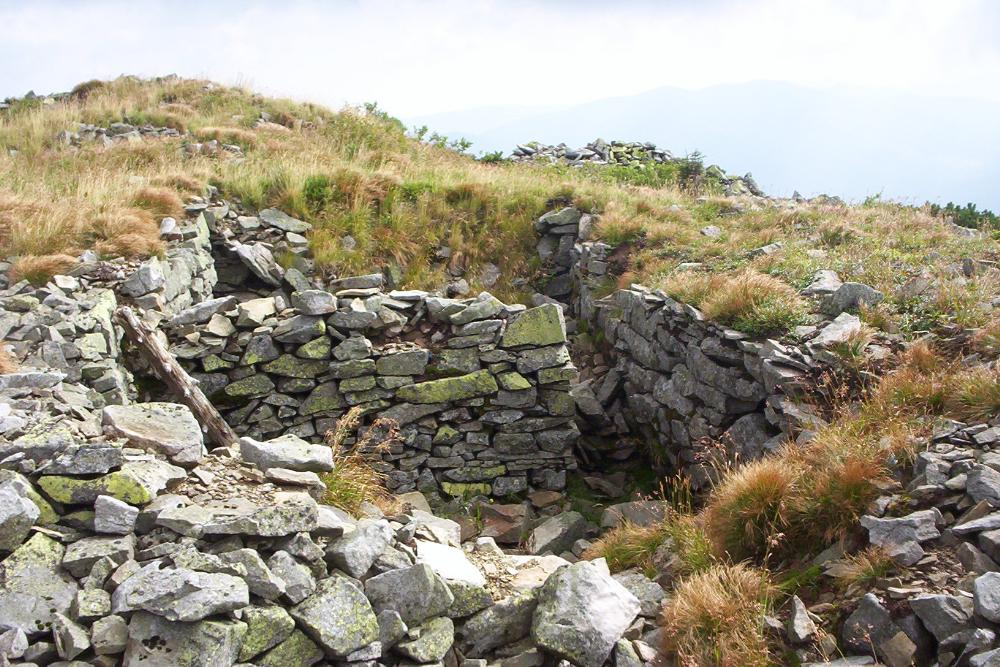
Okopy z I wojny światowej na Małej Sywuli

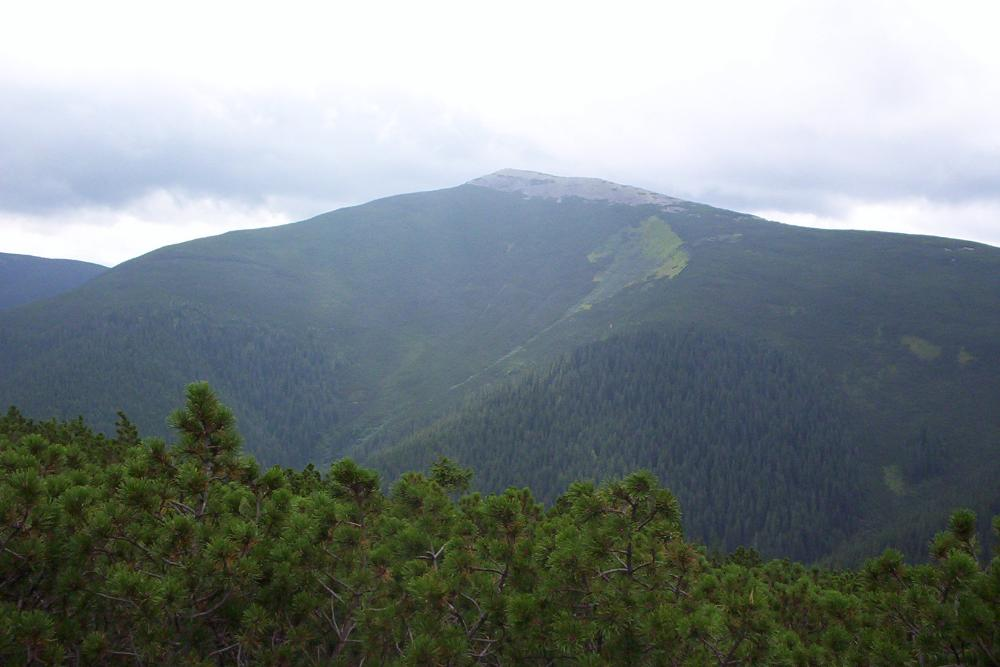
Popadia

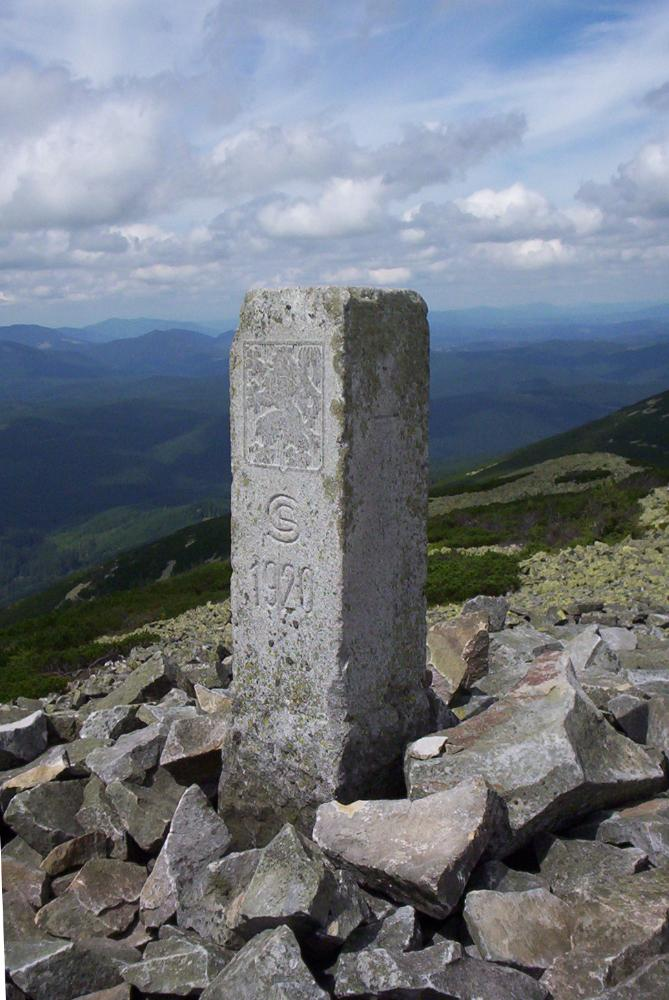
Słupek graniczny z dwudziestolecia międzywojennego na Popadii

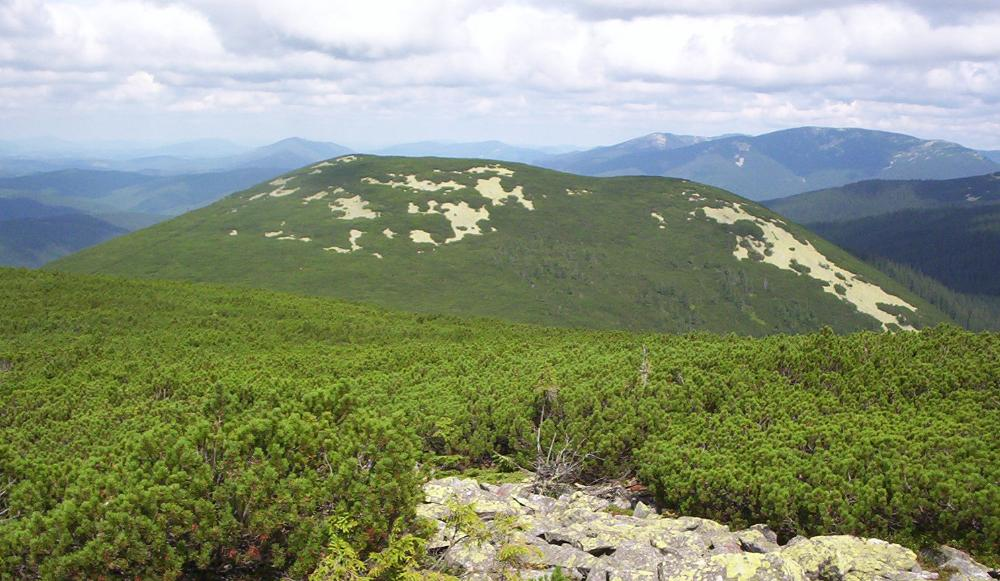
Mała Popadia

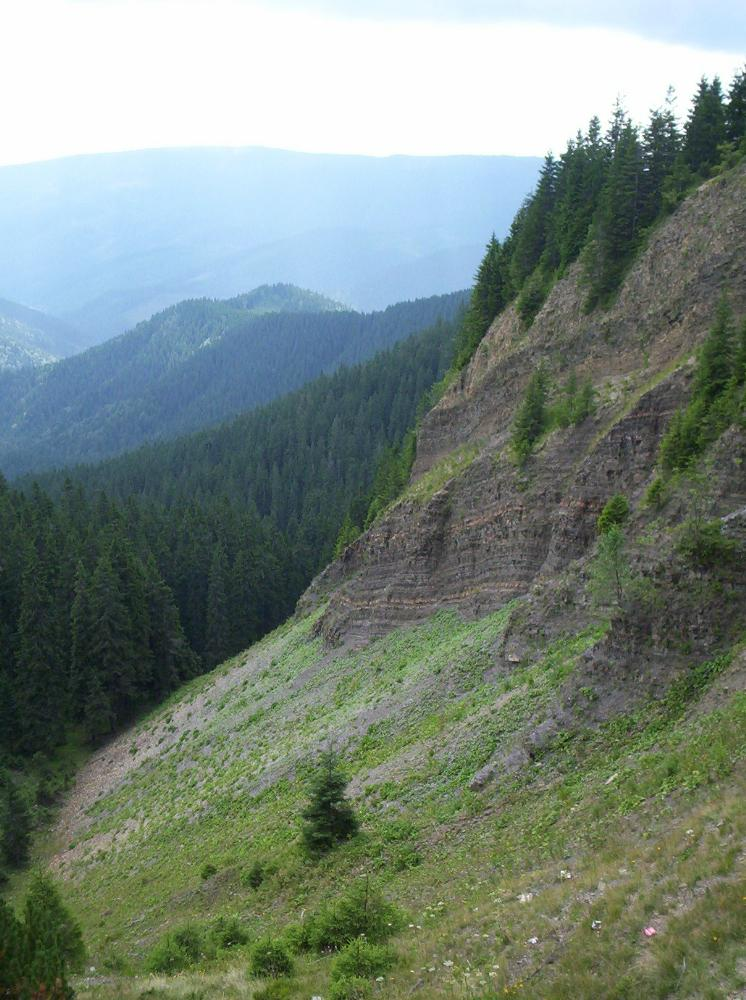
Piekło

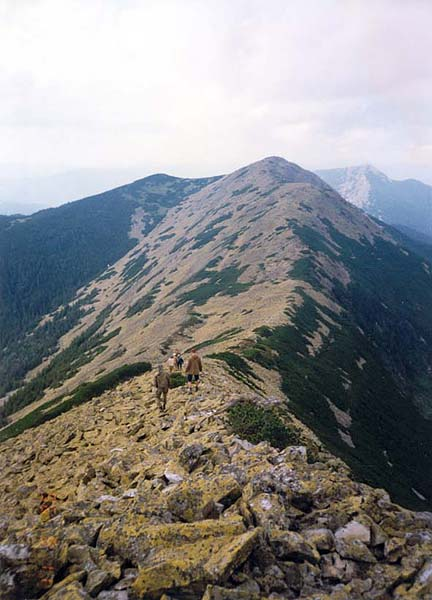
Doboszanka

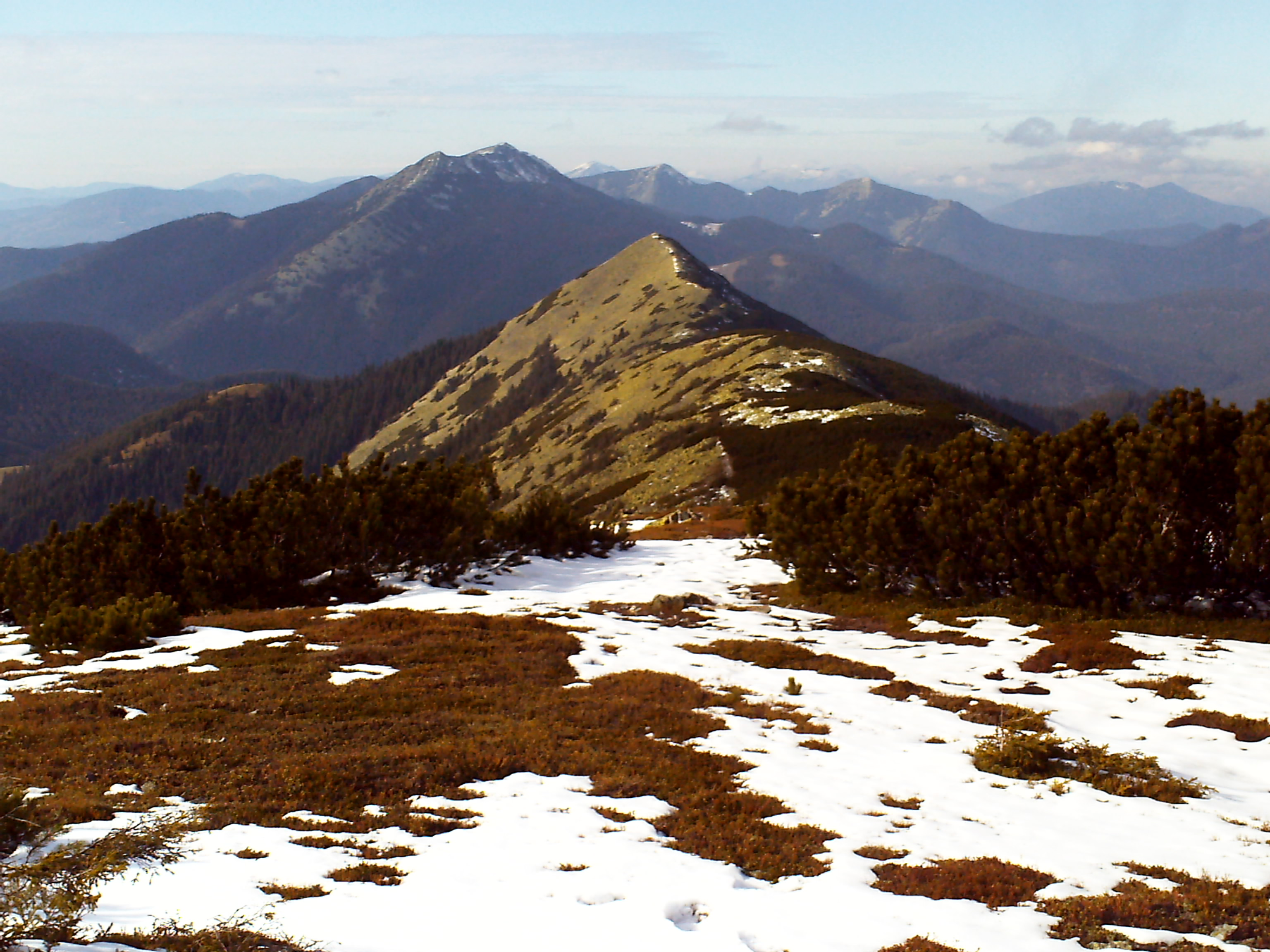
Mały Gorgan

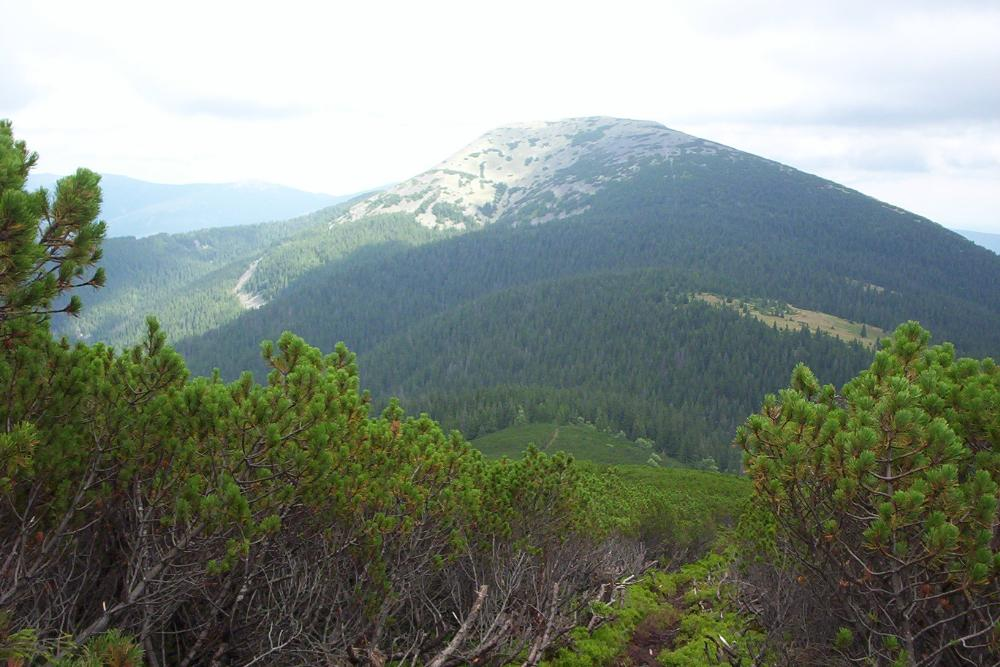
Grofa

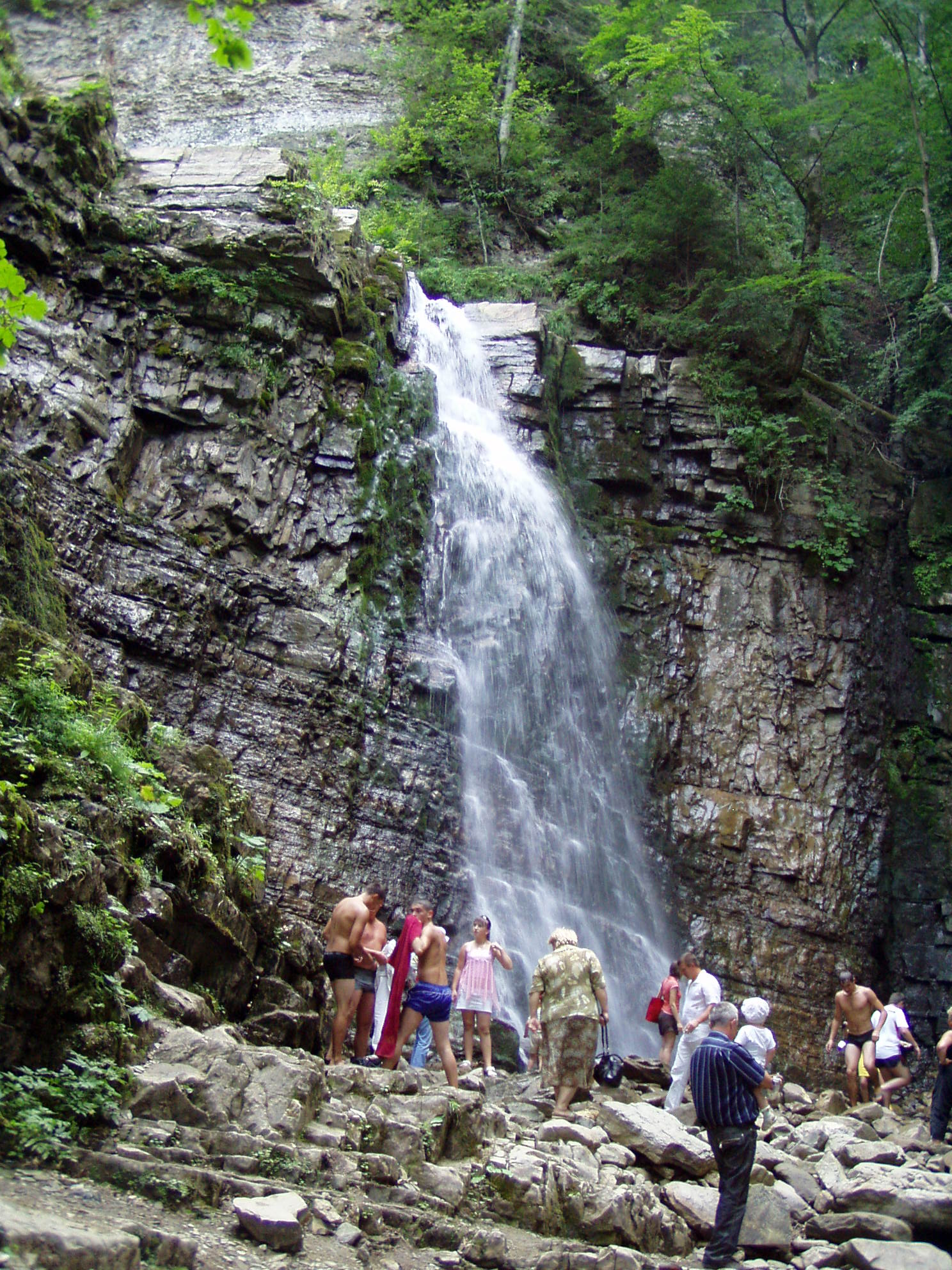
Wodospad w Maniawie

Gorgany (522.15; ukr. Ґорґани) – pasmo górskie w łańcuchu Karpat, w południowo-zachodniej części Ukrainy, wchodzące w skład Beskidów Lesistych w Beskidach Wschodnich, stanowiące ich najdzikszą część.
Gorgany są zbudowane z fliszu, głównie z piaskowców. Charakterystyczne dla Gorganów są duże różnice wysokości względnych. Poszczególne grupy górskie oddzielone są od siebie głębokimi dolinami rzek. Stoki gór są porośnięte gęstymi lasami bukowo-jodłowymi i świerkowymi, powyżej górnej granicy lasu – szczególnie silnie rozwinięte piętro kosodrzewiny. W partiach szczytowych pola złomisk, rumowisk skalnych (lokalnie zwanych gorganem (stąd nazwa), grechotem, maliniakiem, rzadko połoniny. 
Obszar ten odznacza się niewielką gęstością zaludnienia, nie ma większych osad. Gorgany uważane są za jedne z najdzikszych gór Europy. Utrudnieniem dla wędrowców są wysokie łany kosodrzewiny, które występują na większości szczytów. Brakuje tu również zagospodarowania turystycznego – z 30 przedwojennych polskich schronisk dzisiaj nie funkcjonuje ani jedno, tu i ówdzie pozostały tylko ich ruiny. Dopiero od niedawna zaczęto znakować szlaki turystyczne, mimo to jednymi z najlepszych punktów orientacyjnych pozostają przedwojenne słupki graniczne (biegła tu granica Polski z Czechosłowacją, a w 1939 z Węgrami).
Roczna suma opadów atmosferycznych jest wysoka, przekracza 1200 mm.

## Najwyższe szczyty
- Sywula 1836 m n.p.m.,
- Mała Sywula 1818 m n.p.m.,
- Ihrowiec 1807 m n.p.m.,
- Wysoka 1805 m n.p.m.,
- Doboszanka 1754 m n.p.m.,
- Grofa 1752 m n.p.m.,
- Popadia 1740 m n.p.m.,
- Parenki 1737 m n.p.m.,
- Strymba 1719 m n.p.m.,
- Petros 1708 m n.p.m.

## Topografia
Główny grzbiet przebiega od Przełęczy Wyszkowskiej do Przełęczy Jabłonickiej (Tatarskiej) na południowym wschodzie. Na północny wschód od niego rozciągają się mniejsze pasma, w tym Arszyca i grupa Doboszanki. Między głównym grzbietem a Połoniną Czerwoną leży grupa Popadii i Busztuła (do 1742 m n.p.m.),
Poszczególne grupy górskie Gorganów oddzielają głębokie i szerokie poprzeczne doliny dopływów Dniestru: Świcy, Łomnicy, Bystrzycy Sołotwińskiej i Bystrzycy Nadwórniańskiej oraz ich mniejsze dopływy. W części zakarpackiej największą rzeką wpadającą do Cisy jest Terebla, a z połączenia Mokranki i Brusturianki powstaje Tereswa, będąca także dopływem Cisy. 
Najbardziej na północny zachód wysunięty fragment Gorganów stanowi położona pomiędzy dolinami Myzunki i Świcy grupa wierchów o charakterze wyspowym. Rozdzielone głębokimi dolinami pomniejszych potoków niewielkie grzbiety i szczyty przeważnie są w całości zalesione, dzikie i niezbyt popularne wśród turystów. Wśród nich wyróżniają się najwyższe: Chom (1344 m n.p.m.), Horodyszcze Wielkie (1377 m n.p.m.), Wielki Gurgulat (1437 m n.p.m.), Plesza (1322 m n.p.m.) oraz Menczył (1450 m n.p.m.). Do tej grupy można też zaliczyć odcinek grzbietu wododziałowego z kulminacją Gorganu Wyszkowskiego.
Nieco dalej na wschód, na Kruhłej Młace (1235 m n.p.m.), ku północnemu wschodowi odchodzi od wododziału grzbiecik, który na przełęczy Sołotwinka (1355 m n.p.m.) rozdziela się na dwie grupy: Jajka Ilemskiego na północy i Mołodej na wschodzie.
Grupę potężnej, szeroko rozsiadłej Mołodej (1723 m n.p.m.) i odciętego od niej głęboką przełęczą Jajka Perehińskiego (1600 m n.p.m.) zamykają doliny czterech potoków: Roschanu, Mszany, Mołodej i Grechotliwego.
Ramię Jajka Ilemskiego ciągnie się na północ od przełęczy Sołotwinka, między dolinami Świcy oraz Mszany, przez kilka wysokich wierzchołków, m.in. Sywanię Lolińską (1643 m n.p.m.), Ukiernię (1622 m n.p.m.), Pohaniec (1668 m n.p.m.) i w końcu osiąga szczyt samego Jajka Ilemskiego (1679 m n.p.m.). Z jego wierzchołka schodzą dwa wyróżniające się grzbiety, z których pierwszy jest właściwie przedłużeniem omawianego pasma w kierunku północno-zachodnim. Opada on stopniowo przez Wielki Lisak (1428 m n.p.m.) wzdłuż doliny Prawicza aż do miejsca, gdzie potok ten wpada do Świcy. Drugie z większych ramion, zakończone kulminacją Sywanii (1430 m n.p.m.), wysyła Jajko Ilemskie na południowy wschód. Północne stoki Jajka spadają stromo ku przełęczy z połoniną Mszana (1185 m n.p.m.), oddzielającej je od Gorganu Ilemskiego w paśmie Arszycy. 
Grzbiet Arszycy ciągnie się na przestrzeni 25 km niemal po linii prostej z północnego zachodu na południowy wschód, od Ludwikówki (obecnie Myśliwka) nad Świcą, wzdłuż dolin Prawicza i Mszany aż do Osmołody u zbiegu rzek Mołodej i Łomnicy. Pierwszym od zachodu szczytem jest Pustoszak (1427 m n.p.m.), oddzielony od dalszej części grzbietu głęboko wciętą przełęczą Połoninka. Następnie grzbiet wznosi się, kulminując w najwyższym punkcie całego pasma – Gorganie Ilemskim (1586 m n.p.m.). Dalej biegnie jeszcze 11 km przez kilkanaście wierzchołków, spośród których wybijają się: Wierch Menczełyn (1569 m n.p.m.), Wierch Słobusznica (1542 m n.p.m.), Wierch Niwka (1541 m n.p.m.) i Wierch Menczełyk (1571 m n.p.m.) oraz dwa ostatnie szczyty – Neriedów (1557 m n.p.m.) i Mały (1516 m n.p.m.). Stąd grzbiet opada już ku Osmołodzie i Podlutemu w dolinie Łomnicy. Po północnej stronie Arszycy plątanina znacznie niższych grzbietów otacza doliny potoków Czewczy i Ilemki. Wśród nich wyróżniają się najwyższe: Syhłos (1357 m n.p.m.), połonina Mikuczyn (1138 m n.p.m.) i Sehłys (1316 m n.p.m.).
Na południowym zachodzie po stronie zakarpackiej, pomiędzy dolinami Riki i Terebli, znajduje się wiele pokrytych gęstymi lasami wierzchołków przekraczających 1000 m n.p.m. Spośród nich warto zwrócić uwagę na szczyty górujące nad Synewirską Polaną: Ozerną (1495 m n.p.m.) na północy i Kamionkę (1578 m n.p.m.) na południowym zachodzie. Na wschód od Synewirskiej Polany, w widłach dolin Terebli i Ozeranki, wybija się z kolei masyw Kancza (1578 m n.p.m.) z nieco niższymi wierzchołkami Podharu (1526 m n.p.m.) i Popadii (1456 m n.p.m., nie mylić ze znacznie wyższą Popadią na głównym grzbiecie karpackim).
Najbardziej oryginalną, a zarazem najwyższą grupę południowo-zachodniej, zakarpackiej części Gorganów stanowi długi grzbiet Piszkonii oraz olbrzymi masyw Strymby. Ich wyniosłe i rozległe połoniny w niczym nie przypominają innych gorgańskich wierchów, których szczyty pokrywają rumowiska skalne i wielkie połacie kosodrzewiny. Grzbiet Piszkonii wyrasta znad doliny Terebli (na północ od Synewiru) i wznosi się stopniowo, początkowo w kierunku południowo-wschodnim, osiągając najwyższy punkt na szczycie Negrowca (1707 m n.p.m.). Strome północne stoki Piszkonii opadają ku dolinie Ozeranki, południowe natomiast schodzą do doliny Terebli na odcinku między Synewirem a Kołoczawą. Dalej grzbiet obniża się łagodnie ku wschodowi, aż do miejsca, gdzie nagle skręca na południe i wspina się na wierzchołek Jasnowca (1600 m n.p.m.), a następnie ciągnie się łagodnym łukiem na południowy zachód. Ostatnim szczytem pasma jest wznosząca się nad Kołoczawą Darwajka (1501 m n.p.m.). Grzbiet Piszkonii wysyła na północ od Jasnowca ramię, które wkrótce rozdwaja się: na wschód odchodzi grzbiet z kulminacją Zanogi (1502 m n.p.m.), dochodzący ostatecznie do Perednej, na północ natomiast ciągnie się odnoga z Dodiną (1529 m n.p.m.) i Jawornikiem (1411 m n.p.m.).
Masyw Strymby, górujący nad Kołoczawą od wschodu, oddziela od Jasnowca i Darwajki na północnym zachodzie dolina potoku Suchar. Z drugiej strony ramię Strymby ogranicza dolina Mokranki. Grzbiet masywu wyrasta z przełęczy oddzielającej Gorgany od Połoniny Krasnej (między Kołoczawą a Nimećką Mokrą), wspina się przez dwa niższe wierzchołki (Streminosa, 1680 m n.p.m.), aż wreszcie kulminuje w wysokim, pokrytym rozległą połoniną, szczycie Strymba (1719 m n.p.m.). Następnie ramię ciągnie się daleko ku północy wzdłuż doliny Mokranki. Początkowo opada ono wyraźnie, przechodząc przez dwa niewielkie wzniesienia (1384 i 1283 m n.p.m.), by znowu wznieść się na wyższe odkryte wierzchołki Steniaka (1547 m n.p.m.), Perednej (1603 m n.p.m.), Serednej (1509 m n.p.m.) i Zadniej (1554 m n.p.m.). Dalej grzbiet ponownie się obniża i pod nazwą Dubilanka dociera do niewysokiego Wierchu Czarnej Riki (1269 m n.p.m.) w głównym grzbiecie wododziałowym.
Kilka kilometrów na wschód od Wierchu Czarnej Riki główny wododział dołącza na szczycie Popadii (1741 m n.p.m.) do ogromnej grupy górskiej, której najwyższym wierchem jest potężna Grofa (1748 m n.p.m.). Masyw ten można pod względem kształtu porównać do przechylonej w prawo litery U, której podstawa (południowy fragment) opiera się o główny grzbiet Karpat, a ramiona wyciągają się ku północnemu wschodowi. Zachodnie ramię tej grupy jest bardziej potężne i rozbudowane. Wznosi się ono na południe od rzeki Mołoda kilkoma grzbiecikami (wśród nich największy Menczył, 1331 m n.p.m.), które łączą się w kulminacji Konia Grofeckiego (1553 m n.p.m.). Z jego wierzchołka grzbiet ku południowemu zachodowi opada na wąskie siodło, by stamtąd wspiąć się na wyniosłą i masywną Grofę, z której odchodzi szereg niewielkich grzbiecików i główny grzbiet, biegnący dalej przez wszystkie najwyższe szczyty grupy grofeckiej. Z Grofy schodzi on na połoninę i przełęcz Płyśce, z której wiedzie ku wschodowi boczne ramię Wielkiego i Małego Kanusiaka (1642 i 1620 m n.p.m.), oddzielone od głównego grzbietu doliną potoku Kotelec. Z Płyśców główna grań wyrasta w długi i szeroki wielowierzchołkowy wał Parenek (1736 i 1667 m n.p.m.), a potem biegnie dalej na oddzielone kolejnymi siodłami Małą Popadię (1598 m n.p.m.) i Popadię, gdzie spotyka się z głównym wododziałem. Na Małej Popadii grzbiet zmienia kierunek z południowo-zachodniego na południowo-wschodni, natomiast za Popadią łagodnie wykręca ku wschodowi i wraz z wododziałem wznosi się w kierunku wydłużonego grzbietu Wierchu Koretwina (1671 m n.p.m.). Jednakże na pierwszej niższej kopie Koretwiny główny grzbiet karpacki ucieka na południe niewielkim bocznym ramieniem Prełuki, a wyraźny, szeroki i dość wyrównany grzbiet wiedzie na wschód na szczyt i dalej na Petros (1702 m n.p.m.). Stąd biegnie on już ku północnemu wschodowi na Studenec (1600 m n.p.m.), potem znowu opada, a następnie wznosi się kulminacją Jałowej Klewy (1562 m n.p.m.) między dolinami potoku Petros i Łomnicy, do której to ostatecznie schodzi w okolicy Ryzarni.
Niewysoki grzbiet Prełuki (1271 m n.p.m.), którym przebiega linia głównego wododziału, łączy grupę Grofy i Popadii z inną dużą grupą: Busztuła i Bertu. Od zachodu ogranicza ją dolina Mokranki, od wschodu dolina Bertianki, natomiast na północ i południe masyw Busztuła wysyła długie odnogi. Ramię Prełuki ciągnie się na południe na przestrzeni 6 – 7 km przez wiele wzniesień, schodząc w końcu na płytką przełęcz zwaną Niemiecką Polaną (1177 m n.p.m.). Tuż ponad nią od grzbietu wododziałowego odchodzi ku północnemu wschodowi długa odnoga Wierchu Darów, 1254 m n.p.m.), zakończona kulminacją samotnego Owołu (1610 m n.p.m.), otoczonego dolinami Łomnicy i jej dopływu – potoku Darów.
Na południe od Niemieckiej Polany wznoszą się na głównym wododziale kolejne szczyty grupy Busztuła: Prełuka Probita (1520 m n.p.m.), Reskal (Roszka) (1612 m n.p.m.) i sam Busztuł (1691 m n.p.m.), który dalej w kierunku południowo-zachodnim wysyła długie, potężne ramię z wierchami: Mołoczno (1648 m n.p.m.), Bagno (1608 m n.p.m.), Stranżuł (1631 m n.p.m.), Andriuske (1603 m n.p.m.), znacznie niższy Prysłop (1336 m n.p.m.), a na końcu Pribuj (1546 m n.p.m.). Główny grzbiet Karpat ze szczytu Busztuła biegnie dalej na wschód na Wielką Kieputę (1607 m n.p.m.), a następnie wykręca ku północy. Na wygięciu odłączają się od niego dwa boczne grzbiety – Małej Kieputy (według mapy WIG, 1635 m n.p.m.; na mapie Gorgany Centralne Mała Kieputa to szczyt położony nieco na północnym zachodzie na głównym wododziale, 1560 m n.p.m.) ku północnemu wschodowi oraz Bertu (1666 m n.p.m.) ku południowi. Później dział schodzący z Bertu rozgałęzia się: na południowy zachód ciągnie się długie ramię Cupceryna (1503 m n.p.m.) i Wielkiej (1479 m n.p.m.), zakończone Diłem (zwanym też Mokrą, 1226 m n.p.m.) nad Ruską Mokrą, na południowy wschód zaś – krótsza odnoga Pobitej (1498 m n.p.m.) i Arszycznej (1196 m n.p.m.). 
Masyw Busztuła i Bertu połączony jest głównym grzbietem Karpat – wiodącym przez kilka niższych wierzchołków (Torgan 1405 m n.p.m.), od których ku południowi odchodzą niewielkie działy Perechrestaneca (1270 m n.p.m.) i Gorganu (1441 m n.p.m.) – z najwyższą grupą Gorganów. W jej skład wchodzą niższe grzbiety Taupiszyrki (1464 m n.p.m.), Gorganu (1505 m n.p.m.), Matachowa, Zapłaty (1504 m n.p.m.) i Negrowej (1602 m n.p.m.), Bojaryna (1674 m n.p.m.), a także olbrzymy – masywy Sywuli (1836 m n.p.m.) oraz Wysokiej (1803 m n.p.m.) i Ihrowca (1804 m n.p.m.). W północnej części tej rozległej grupy górskiej z doliny Łomnicy wyrastają ku południowemu wschodowi cztery niewielkie grzbieciki. W widłach Łomnicy i jej dopływu, Kuźmieńca, dwa z nich – Sofera i Faszory – łączą się w większy grzbiet Matachów, który wznosi się stopniowo aż po kulminację Wysokiej (1804 m n.p.m.). Na wschód od doliny Kuźmieńca ciągną się dwa, początkowo niepozorne, działy: Wierchu Równego (930 m n.p.m.) i Pasiecznej (1084 m n.p.m.) oraz Pryczóła (972 m n.p.m.), które wkrótce spotykają się i biegną na południe coraz wyższym grzbietem Zapłaty. Na szczycie Wierchu Pasiecznego (1481 m n.p.m.) dołącza od wschodu jeszcze jeden większy dział (na mapach ukraińskich zwany Grzbietem Wierch Pasiecznym) z połoniną Zapłata, która poprzez niskie przełęcze łączy się z długim grzbietem Hryńków Wierchu i ciągnącymi się dalej ku północnemu wschodowi coraz niższymi działami. Dalej grzbiet opada na przełęcz, by wspiąć się po chwili na dwa wierzchołki Dalnej (1504 m n.p.m.) (Horisznej Zapłaty, 1504 m n.p.m.), potem znowu schodzi na głęboko wcięte siodło (ok. 1385 m n.p.m.), a następnie stromo pnie się na szczyt Serednej (1639 m n.p.m.). Na Serednej linia grzbietu wykręca na wschód i przechodząc przez wzniesienia Tarniczkowej Klewy (1070 m n.p.m.) i Poleckiej (1167 m n.p.m.), opada do Starej Huty. Seredna łączy się z masywem Wysokiej i Ihrowca głęboką przełęczą Kuźmieniecką (ok. 1450 m n.p.m.) z połoniną Seredna. Z wierzchołka Wysokiej (1804 m n.p.m.) grzbiet ciągnie się na południe ku płaskiemu szczytowi Ihrowca (1804 m n.p.m.), z którego na wschód ku Bystrzycy Sołotwińskiej schodzi kilka odnóg (największe z nich są ramiona Płajeka i Płajekowej Klewy, 1076 m n.p.m., oraz Żurawiowej Klewy, 1062 m n.p.m.), natomiast na południe niewielkie ramię opada na przełęcz Borewka (ok. 1325 m n.p.m.) z połoniną Pohar, oddzielającą masyw Wysokiej i Ihrowca od pasma Sywuli. Wyrasta ono w widłach potoku Bystryk i jego dopływu, Borewczyka (na mapie Gorgany Centralne – Łopuszna), wznosząc się stopniowo w kierunku południowo-wschodnim poprzez szczyty Borewki (1596 m n.p.m.) i Łopusznej (szczyt północny 1695 m n.p.m., szczyt południowy 1772 m n.p.m.) aż po kulminacje najwyższych w całych Gorganach Wielkiej Sywuli (1836 m n.p.m.) i Małej Sywuli (1819 m n.p.m.). Niższy wierzchołek Sywuli wysyła pod kątem prostym na północny wschód ramię grzbietu Menczył (ok. 1600 m n.p.m.), które wkrótce rozgałęzia się: na północ ciągnie się grzbiet Sładenka (1440 m n.p.m.), na wschód – odnoga ze Studenym Wierchem (1406 m n.p.m.). Południowe stoki Małej Sywuli opadają stromo na przełęcz (ok. 1430 m n.p.m.) z połoniną Ruszczyna, z której wypływa Bystrzyca Sołotwińska. Z drugiej strony znad połoniny Ruszczyna wyrastają dwa grzbiety. W kierunku zachodnim przez wzniesienie Kruhłej (1451 m n.p.m.) odchodzi dział zwany Jamą, łączący Ruszczynę z Końcem Gorganu (1580 m n.p.m.). Stamtąd długi i wyrównany grzbiet Gorganu ciągnie się przez kilka wierzchołków (m.in. Gorga, 1551 i 1506 m n.p.m.) na północny zachód, gdzie opada ku ujściu Bystryka do Łomicy. W kierunku południowo-wschodnim wyrasta z Ruszczyny dział, który wkrótce rozgałęzia się. Na południe wyciąga się ramię dwuwierzchołkowego Taupisza (1441, 1451 m n.p.m.), wykręcające potem na południowy wschód i opadające wzdłuż doliny Sałatruka ku Rafajłowej (Bystrzyca) grzbietem Taupiszyrki (1456, 1464, 1500 m n.p.m.). Tędy też prowadzi linia głównego wododziału karpackiego i dawna granica polsko-czechosłowacka. Na wschód od Ruszczyny z kolei biegnie grzbiet o wysokich szczytach Negrowej (1602 m n.p.m.) i Bojaryna (Korotkan, 1675 m n.p.m.). Spod tegoż szczytu dział ten wysyła na południe odnogę ze wzniesieniem o nazwie Okopy (1244 m n.p.m.), obniżającą się wzdłuż doliny Sałatruczyla ku Sałatrukowi. Główny grzbiet Negrowej i Bojaryna ciągnie się dalej na południowy wschód bardzo nieregularną linią przez niższe już wierzchołki: Gawor (1551 m n.p.m.), Heczurę (1423 m n.p.m., wznosząca się właściwie bocznym ramieniem ku północnemu wschodowi), Łysą (1424 m n.p.m.) i Maksymiec (1489 m n.p.m.), po czym schodzi w dolinę Bystrzycy Nadwórniańskiej. Ze szczytu Gawora odchodzi na północny wschód niewielki łącznik Serednego Gronia, dochodzący do dużego grzbietu Stanimir (Kateryna 1559 m n.p.m.). 
Wyrasta on trzema ramionami w kierunku północno-zachodnim z doliny Bystrzycy Nadwórniańskiej między jej dopływami: Maksymcem i Chrepetowem. Ramiona te łączą się w wierzchołku Menczyła (1271 m n.p.m.), skąd biegnie już jeden grzbiet, który wkrótce rozszerza się i kulminuje w dwóch szczytach Stanimira (1560, 1546 m n.p.m.). Rozchodzą się stąd gwiaździście liczne mniejsze działy, jednak linia głównego grzbietu wije się dalej na północny zachód przez Olenicę (Kiernicę 1378 m n.p.m.) Czerbul 1358 m n.p.m.) i Buc (1292 m n.p.m.), by w końcu zejść do Huty u zbiegu Bystrzycy Sołotwińskiej i jej dopływu, Rypnej. Grzbiet Stanimir łączy się ramieniem Roztok (1205 m n.p.m.) i Rypnej (1213 m n.p.m.) z równoległym, choć znacznie już niższym działem Czortki. Pasmo to ciągnie się od Bystrzycy Nadwórniańskiej (stąd wyrasta dwoma działami: Gorganu, 1239 m n.p.m., oraz Luskawca, 1032 m n.p.m., i Czorczyna, 1176 m n.p.m.) do Bystrzycy Sołotwińskiej, wzdłuż dolin Chrepetowa i Rypnej, oddzielających Czortki od Stanimira. Najwyższe wzniesienia tegoż grzbietu to: Czortka (1257 m n.p.m.), Skałki Przednie (1322 m n.p.m.) i Skałki Zadnie (1282 m n.p.m.). Grzbiet ten wysyła na wschód ku Maniawie kilka niższych odnóg, a sam schodzi przez Szyworys (1077 m n.p.m.) do Porohów. Od Skałek Przednich wychodzi na północ rozbudowane ramię, skręcające zaraz potem na wschód, i wiodąc przez Poharczynę (1066 m n.p.m.), Bzynykowaczkę (1011 m n.p.m.), Monasterecką (966 m n.p.m.), poprzez Dił (995 m n.p.m.), opada na południowy wschód nad Pasieczną. Monasterecka wysyła na północ grzbiet Buben (931 m n.p.m.), od którego długi i niski dział ciągnie się ku wschodowi nad Nadwórną. 
W południowej części Gorganów znajdują się dwa nietypowe dla tych gór pasma połonin: Bratkowskiej oraz Płoskiej i Douhej.
Połonina Bratkowska, zwana niekiedy Czarną, połączona jest z grupą Sywuli fragmentem głównego grzbietu wododziałowego. Na środkowym wierzchołku Taupiszyrki wododział skręca nagle na południowy zachód i spada stromo w dół, a następnie przez dwie mniejsze kopki wiedzie na południe w kierunku Przełęczy Legionów (Rogodze Wielkie 1110 m n.p.m.). Z przełęczy główny grzbiet ciągnie się długo (utrzymując kierunek południowy) przez kilka niższych wzniesień, z których najwyższy Pantyr ma zaledwie 1213 m n.p.m. Ten niewielki szczyt wysyła na zachód niepozorne początkowo ramię, zakończone jednak kulminacją dość wysokiej samotnej Urii (1448 m n.p.m.). Z Pantyru główny wododział biegnie dalej na południe, wznosząc się ku potężnym wierzchołkom pasma Bratkowskiej: Durniej (1705 m n.p.m.), Gropie (1759 m n.p.m.), Bratkowskiej Dużej (1788 m n.p.m.), Bratkowskiej Małej (1703 i 1678 m n.p.m., według map ukraińskich jest to Ruska), Ruskiej (1651 m n.p.m., bez nazwy na mapach ukraińskich) i Czarnej Klewie (zwanej inaczej Steryszorą, 1720). Na pierwszym ze szczytów grzbiet zmienia kierunek na południowo-wschodni, z Bratkowskiej Dużej biegnie już właściwie na wschód. Na południu pasmo Bratkowskiej od Świdowca oddzielają doliny Turbatu i Czarnej Cisy oraz przełęcz Okole (1203 m n.p.m.), ku którym opadają strome południowe stoki i boczne działy Bratkowskiej. Północne zbocza i grzbiety, rozcięte dolinami potoków: Durnińca, Gropieńca, Bratkowca i Bystrzycy Nadwórniańskiej, schodzą łagodniej ku Rafajłowej. Z Czarnej Klewy grzbiet obniża się stopniowo ku wschodowi do miejsca, gdzie potok Doużina uchodzi do Czarnej Cisy. Natomiast linia głównego grzbietu wododziałowego opada (do ok. 1050 m n.p.m.) w kierunku północnym z lekkim odchyleniem na wschód, wiodąc przez kilka niewysokich wzniesień, łączących pasmo Bratkowskiej ze szczytem Płoskiej (1353 m n.p.m.).
Pasmo połonin Płoskiej i Douhej ciągnie się wraz z głównym wododziałem przez kilka wierzchołków ku południowemu wschodowi. Na środkowym wierzchołku Douhej (zwanym połoniną Ryteza, 1371 m n.p.m.) grzbiet wododziałowy opuszcza połoninny dział i opada na południe. Grzbiet Douhej tworzy dalej jeszcze jedną kulminację (1371 m n.p.m.), po czym schodzi przez wzniesienie Czarnej Klewy (1249 m n.p.m.) w dolinę Prutczyka i do Polanicy Popowiczowskiej. Pasmo to jest słabo rozbudowane; Płoska wysyła tylko jedno większe ramię – na północny zachód przez kilka wzniesień (m.in. Stary, 1080 m n.p.m.) przekraczających 1000 m n.p.m. do Rafajłowej. Z Douhej z kolei największa odnoga opada na południe przez Tousty Groń (1291 m n.p.m., na mapach ukraińskich tę nazwę ma niższy dział 1170 m n.p.m., położony nieco dalej na zachód) do doliny Beskidu i Doużiny. 
Pasmo połonin Płoskiej i Douhej sąsiaduje od północy z potężnym masywem Doboszanki. Te dwie grupy górskie oddzielają doliny Doużyńca i Hnilicy oraz przełęcz Krzyżówka (Stoły, 1154 m n.p.m.). Grupa Doboszanki jest najbardziej wysuniętą na wschód częścią Gorganów i rozciąga się w kierunku południowo-wschodnim od Bystrzycy Nadwórniańskiej aż po Prut. Z doliny pierwszej z rzek pomiędzy większymi dopływami, Zielenicą i Doużyńcem, wyrasta kilka grzbietów, z których wyróżniają się dwa. W północnej części, z Zielonej, dwoma ramionami Zariczanki i Kamienówki Wielkiej (Wielka, 1077 m n.p.m.) wznosi się duży dział Leordy (1268 m n.p.m.) i Brzozowaczki (1484 m n.p.m.). W okolicy Poleńskiego (1693 m n.p.m.) od zachodu dołącza do niego grzbiet wyrastający z Rafajłowej ze wzniesieniami Skałek Niżnych (1300 m n.p.m.), Paru (1381 m n.p.m.) i Skałek Wyżnych (1597 m n.p.m.), natomiast od północnego wschodu – dział Koziej (1420 m n.p.m.) i Koziego Gorganu (1616 m n.p.m.) oraz Sadków (1508 m n.p.m.). Z Poleńskiego grzbiet biegnie na południe na niższą Steryszorkę (1569 m n.p.m.), a następnie wznosi się na wschód i południowy wschód przez Pikun (1651 m n.p.m.) i Medweżyk (1736 m n.p.m.) na wyniosły wierch Doboszanki (1755 m n.p.m.). Tu z północnego wschodu z doliny Zielenicy dociera jeszcze jeden boczny grzbiet, Zakedrów (1256 m n.p.m.) i Toustego (1398 m n.p.m.). Południowe boczne działy wyrastające z doliny Doużyńca są z reguły niższe i krótsze. Z Doboszanki grzbiet opada w przełomową dolinę Zubrynki, rozcinającą najwyższe pasmo tej grupy na dwie części, połączone niskim działem Połomów, wychodzącym na południe z Medweżyka. Grzbiet ten otacza od zachodu i południa źródliska Zubrynki, następnie skręca ku wschodowi. Tu jeszcze niższym działem przez przełęcz Krzyżówka łączy się z grupą Połoniny Douhej. Dalej grzbiet Połomów wznosi się ku szczytowi Babinego Poharu (1478 m n.p.m.) i dociera od południa do Małego Gorganu (1593 m n.p.m.). Szczyt ten jest północno-zachodnim krańcem pasma Syniaka, kulminującego w punkcie 1665 m n.p.m.; dalej znajduje się oddzielony głęboką przełęczą Chomiak (1542 m n.p.m.). Stąd grzbiet schodzi przez Hreblę (1252 m n.p.m.) do Tatarowa nad Prutem. Większe boczne działy wysyła grzbiet Syniaka w kierunku południowym – m.in. grzbiet Stubira (1150 m n.p.m.), Bolszyniocha (1185 m n.p.m.) i Tomnatyka (1455 m n.p.m.) oraz Ostrego Gronia (1176 m n.p.m.). Ku północy wyciąga Syniak niewielkie ramię, łączące go z równoległym grzbietem Jawornika Gorganu (1467 m n.p.m.). Wał ten, oddzielony od Chomiaka i Syniaka doliną Żeńca i górnej Zielenicy, ciągnie się ku północnemu zachodowi nad Jaremczami od Mikuliczyna nad Prutem przez Świniankę (1120), Kruhły Jawornik (1222 m n.p.m.), najwyższy Jawornik Gorgan i Żeniec (1414 m n.p.m.). 
Od najwyższych wierzchołków Jawornika odchodzi na północ kilka grzbietów, m.in. Wouczy (1052 m n.p.m.) i Prutinka (1030 m n.p.m.) oraz Jawora (1151 m n.p.m.) i Berezy (1129 m n.p.m.). Następnie za Żeńcem główny grzbiet Jawornika opada i skręca ku północy, by przez Bukowiec (1224 m n.p.m.) obniżyć się na przełęcz Bukowica (Przysłop, 994 m n.p.m.). Dalej na północ podnosi się ku połoninie Szczewka (1245 m n.p.m.), najdalej na południe wysuniętego szczytu rozległego gniazda górskiego Synieczki. Z połoniną tą łączy się dochodzący ze wschodu dział Czarnohorycy z najwyższym Pogurem (1211 m n.p.m.). Dalej grzbiet biegnie ku północnemu zachodowi do najwyższej w tej grupie Synieczki (1401 m n.p.m.). Wysyła ona ku wschodowi długi dział ze szczytem Lisaka (1165 m n.p.m.), różnie umiejscawianej Klewy (1138 lub 1059 m n.p.m.), następnie opadający przez rozległy masyw Pirs Dory (962 m n.p.m.). Z niższego wierzchołka Synieczki, zwanego Łazik (1294 m n.p.m.), na północ wychodzi ramię Hirki (1162 m n.p.m.). Dalej główny grzbiet kulminuje w Arszecznym (1251 m n.p.m., wysunięty ku południowi nad dolinę Zubrynki wyższy wierzchołek ma 1270 m n.p.m.) i węzłowym Podsmereczeku (1251 m n.p.m.), skąd rozgałęzia się na dwa ramiona: rozbudowany między dolinami Zielenicy, Bystrzycy Nadwórniańskiej i Roztoki grzbiet Szuwarenki (1216 m n.p.m.) i Pasieczanki (1213 m n.p.m.) oraz Jabłonecznego (według map ukraińskich Kremenosa Nyżnia, 1108 m n.p.m.), gdzie grzbiet ponownie się rozdwaja. Na północny zachód wychodzi odnoga Studenej Kływy (1046 m n.p.m.), Prełuki (986 m n.p.m.) i Kremenosy (923 m n.p.m.), opadająca ku Pasiecznej w dolinie Bystrzycy Nadwórniańskiej. Studena Kływa rozgałęzia się na północny wschód w długi i rozbudowany grzbiet, ciągnący się aż nad Łojową. W grzbiecie tym można wyróżnić Bzowacz (951 m n.p.m.), Koniucz (944 m n.p.m.), Czerłeny (779 m n.p.m.), Strahorę (885 m n.p.m.) i Tatarkę (876 m n.p.m.). Drugi grzbiet wychodzący z Jabłonecznego sięga na wschód ponad Delatyn (Делятин). Jego najwyższymi kulminacjami są Kremenosa Niżna (na mapach ukraińskich bez nazwy, 1017 m n.p.m.) i Wawtorów (1059 m n.p.m.).